# Archäologische Gesellschaft Innsbruck
Die Archäologische Gesellschaft Innsbruck ist mit ca. 150 Mitgliedern die größte in Westösterreich beheimatete Vereinigung, in der Wissenschaftler und an Archäologie interessierte Laien zusammengeschlossen sind.

## Geschichte
Fragestellungen zur Öffentlichkeitsarbeit für das Fach Archäologie führten am 22. Juni 1979 zur Gründung des Vereins. Das große Interesse, das Vorträge dieser Art, veranstaltet durch das Institut für Klassische Archäologie der Leopold-Franzens-Universität Innsbruck, schon früher gefunden hatten, bewogen Bernhard Neutsch, den damaligen Ordinarius für Klassische Archäologie und Johannes B. Trentini (1909–2005), die Archäologische Gesellschaft Innsbruck zu gründen und damit dem kulturellen Leben Innsbrucks einen neuen Sammelpunkt hinzuzufügen. Im Jahre 1993 trat Johannes B. Trentini aus Altersgründen sein Amt an Günther Schlenck (1932–2002) ab. Diesem folgte 2002 Andreas Rauch ins Amt des Präsidenten nach. Im Jahre 2020 wurde schließlich Michaela Staudigl zur neuen Präsidentin der Gesellschaft gewählt. Im Laufe der letzten Jahrzehnte entwickelte sich die Archäologische Gesellschaft Innsbruck zu einem Zentrum für alle, die ihre Kenntnisse auf dem Gebiet der Archäologie sowie der antiken Kunst- und Kulturgeschichte vertiefen möchten.

## Aufgaben und Ziele
Zweck ist die Förderung des Interesses an der Archäologie und die Verbreitung archäologischen Wissens in allgemein verständlicher Form. Im oft schwierigen Bereich Öffentlichkeit-Universität-Wissenschaft sollen Informationsbarrieren abgebaut und universitäre Forschungen einer breiten, interessierten Öffentlichkeit zugänglich gemacht werden.
Wichtigste Aktivität ist es daher, Fachleute aus aller Welt nach Innsbruck einzuladen, die in öffentlichen Vorträgen über Neuentdeckungen und aktuelle Forschungsergebnisse aus der Archäologie berichten. Seit der Gründung konnten bereits über 200 Referenten aus 18 Ländern begrüßt werden, die über 300 Vorträge hielten.
Neben der Vortragstätigkeit werden zudem unter fachkundiger Führung Exkursionen, Kurzexkursionen und Ausstellungsfahrten zu Ausgrabungsstätten und archäologisch interessanten Orten durchgeführt.
Mit ihren mittlerweile 141 (Stand 2020) Mitgliedern, darunter interessierte Laien, Studierende und Universitätsangehörige, handelt es sich bei der Archäologischen Gesellschaft Innsbruck um die größte ihrer Art in Westösterreich, die auch eng mit dem Institut für Archäologien der Leopold-Franzens-Universität Innsbruck kooperiert. Die bewährte Zusammenarbeit bringt jedes Jahr eine Reihe von Vorträgen, bei denen vielfach noch gar nicht veröffentlichte Forschungsergebnisse vorgestellt werden. Diese Information aus erster Hand ist einer der Gründe für den Erfolg dieser Veranstaltungsreihe.